# لئو آرنود
لئو آرنود (به انگلیسی: Leo Arnaud)‏ (۲۴ ژوئیهٔ ۱۹۰۴ – ۲۶ آوریل ۱۹۹۱) موسیقی‌دان اهل ایالات متحده آمریکا بود.

## گزیده فیلم‌شناسی
- دختر رایان (۱۹۷۰) (ارکستراسیون)
- آبی (فیلم ۱۹۶۸) (۱۹۶۸) (ارکستراسیون)
- مالی براونی که غرق‌شدنی نیست (فیلم) (۱۹۶۴) (ارکستراسیون)
- هفت عروس برای هفت برادر (۱۹۵۴) (ارکستراسیون)
- رز ماری (فیلم ۱۹۵۴) (۱۹۵۴) (ارکستراسیون)
- سمبررو (فیلم) (1953) (musical director)
- نوار (فیلم ۱۹۵۱) (۱۹۵۱) (ارکستراسیون)
- دختر نپتون (۱۹۴۹) (ارکستراسیون)
- قراری با جودی (فیلم) (۱۹۴۸) (ارکستراسیون)
- ایسلند (فیلم) (۱۹۴۲) (ارکستراسیون) (در عنوان‌بندی نیامده)
- ریو ریتا (فیلم ۱۹۴۲) (۱۹۴۲) (تنظیم (موسیقی): آوازخوانی) (ارکستراسیون)
- زن دوچهره (۱۹۴۱) (ارکستراسیون)
- تو هیچوقت ثروتمند نخواهی شد (۱۹۴۱) (تنظیم (موسیقی)) (در عنوان‌بندی نیامده)
- این زن را به چنگ می‌آورم (فیلم ۱۹۴۰) (۱۹۴۰) (ارکستراسیون) (در عنوان‌بندی نیامده)
- بی‌تجربه‌ها (۱۹۳۹) (ارکستراسیون)
- جادوگر شهر از (فیلم ۱۹۳۹) (۱۹۳۹) (ارکستراسیون: Munchkinland musical sequence) (در عنوان‌بندی نیامده)
- شهرک پسرها (فیلم) (۱۹۳۸) (تنظیم (موسیقی))
- ماری آنتوانت (فیلم ۱۹۳۸) (۱۹۳۸) (ارکستراسیون) (در عنوان‌بندی نیامده)
- یک روز در مسابقه (۱۹۳۷) (تنظیم (موسیقی): choral and orchestral)